# Vágar
Vágar (far. wym. [vɔːar], inaczej Vágoy, duń. Vågø) – wyspa oceaniczna pochodzenia wulkanicznego, należąca do archipelagu Wysp Owczych, który mieści się na Morzu Norweskim. Ma 177,16 km²; co daje jej 3. miejsce pod względem wielkości. Mieszka na niej 2987 osób, a na jeden km² przypada 16,9 osoby.

## Geografia
Na wyspie znajdują się dwa największe jeziora całego archipelagu: największe, Sørvágsvatn, mające 3,56 km²; a także drugie pod względem wielkości Fjallavatn (1,02 km²). Do systemu wodnego wyspy zalicza się także wiele cieków wodnych ze źródłami w górach lub wypływających z Fjallavatn, wokół którego znajduje się największy teren podmokły całego archipelagu. Z jeziora Sørvágsvatn wpada do oceanu wysoki, 45-metrowy wodospad Bøsdalafossur.
Od strony północno-wschodniej teren wyspy jest dość niski, w przeciwieństwie do strony północno-zachodniej. Najwyższym punktem jest szczyt góry Árnafjall (pol. Orla Góra), która ma 722 m n.p.m., zaraz po niej jest Eysturtindur, niższa jedynie o 7 m. Prócz nich na Vágarze jest 39 gór.
Kształt wyspy przypomina łeb psa, gdzie fjord Sørvágsfjørður jest rozwartym pyskiem, a jezioro Fjallavatn okiem.

### Położenie
Vágar znajduje się w zachodniej części Wysp Owczych. Od południa i północnego zachodu otacza wyspę Ocean Atlantycki, na północnym wschodzie i wschodzie jest odgrodzona od wyspy Streymoy cieśniną Vestmannasund, biorącą swą nazwę od miasta leżącego po drugiej stronie. Od zachodu, gdzie cieśnina Mykinesfjørður odgradza ją od wyspy Mykines, z którą razem składają się na administracyjny region Vágar.

### Wysepki i skały

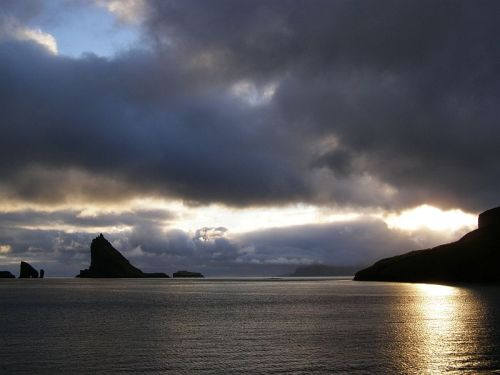
Widok na wyspy Vágar i Mykines

Wokół Vágar znajdują się liczne wysepki oraz szkiery usytuowane głównie na zachodzie w okolicach fiordu Sørvágsfjørður.
Największą jest Tindhólmur, której powierzchnia to ok. 65 ha. Składa się z siedmiu szczytów, z których najwyższy sięga 262 m n.p.m. Ponoć kiedyś mieszkała tam rodzina składająca się z mężczyzny, kobiety i jednego dziecka. Mieszkańcy szybko ją jednak opuścili, kiedy mieszkający na szczycie orzeł skradł i zabił dziecko. Od tamtej pory Tindhólmur ma pozostać niezamieszkany.
Gáshólmur jest drugi w tej kolejności, którego rozmiar to ok. 10 ha, a najwyższy punkt znajduje się na wysokości 65 m n.p.m. Jego jedynymi mieszkańcami są ptaki oraz owce.

Pozostałe to: Skerhólmur, Trøllkonufingur, Dunnusdrangar, Filpusardrangur

Należy do nich także Drangarnir, mierzący 76 m łuk skalny składający się z dwóch części: Stóri Drangur (pol. Duży Klif), Lítli Drangur (pol. Mały Klif). Przepływa pod nim łódź wycieczkowa z miasteczka Sørvágur.

## Historia
Vágar jest jedną z najwcześniej skolonizowanych wysp wchodzących w skład archipelagu. Nic nie wiadomo na temat obecności wcześniejszych ludów na tym obszarze, pierwszymi z nich mogli więc być wikingowie, przypływający na Wyspy Owcze głównie z Norwegii. Pierwszą z miejscowości było najprawdopodobniej miasteczko Sørvágur, które pierwotnie powstało bardziej na północ w stosunku do dzisiejszego centrum osady, a jego początki datuje się na IX/X wiek. Później dopiero uznano, że tereny w tamtych okolicach są mniej korzystne od tych leżących na południu i postanowiono się tam przenieść opuszczając domostwa. Prawdopodobnie dzięki temu odkryto, iż osada nie pochodzi jak sądzono z okresu przełomu XV i XVI wieku, nie wspomniało bowiem o niej jedno z bardzo niewielu źródeł mówiących o archipelagu – islandzka saga, Faeringa Saga. Ruiny domostw odnaleziono w 1957, kiedy budowano szkołę.
Następna wioska powstała dwa wieki później, na południowym wschodzie. Nazwano ją Sandavágur, co po przetłumaczeniu na język polski oznacza „Piaszczysty Strumień”. Świadectwem wikińskiej przeszłości tej miejscowości jest kamień runiczny odnaleziony w 1918, w którym Torkil Onundarson żyjący w XII wieku stwierdził, że jest pierwszym mieszkańcem tej ziemi.
Trzecia osada, Bøur powstała na przełomie XIII i XIV wieku, a pierwszym świadectwem na jej istnienie jest „Psi List”. Ulokowano ją w pobliżu Sørvágur. Prawdopodobnie w tym momencie mieszkańcy Sørvágur przenosili się już na południe pomiędzy rzeki Stórá i Kirkjuá. Niewiele po Bøur zaczęła rozwijać się Gásadalur, założona najprawdopodobniej około XIV wieku, na zachodnim krańcu wyspy odcinając się od pozostałych osad łańcuchami górskimi. Kolejną XIV-wieczną osadą jest Miðvágur, dziś największa osada wyspy. Zbudowano ją po drugiej stronie jeziora Sørvágsvatn.
Na tych zakończyła się wczesna, średniowieczna kolonizacja Vágar. Cały XV i XVII wiek, aż do 1665 wioska była własnością rodziny Benkenstocków, którzy należeli do norweskiego możnowładztwa, wykupił je jednak od nich Severin Fohrman, który postanowił odsprzedać miejscowej ludności cały teren. W XVII wieku ludzie ostatecznie opuszczają pierwsze miejsce skolonizowane jeszcze przez wikingów.
XIX wiek niósł za sobą kilka nowości dla wyspy Vágar. Wtedy szczyt swej twórczości osiągnął Jens Christian Svabo, etnograf i lingwista, który całe swe życie spędził na badaniu i spisaniu przekazywanej ustnie z pokolenia na pokolenie tradycji farerskiej. W tym czasie w miejscowości Sørvágur urodził się też Gamli Dávur, pierwszy człowiek, który miał własną łódź rybacką bez konieczności posiadania dóbr ziemskich.
Powstały też w tym czasie dwa istniejące dziś najdłużej kościoły na całej wyspie, w Sørvágur (1842) i Bøur (1865). Wcześniejsze były niszczone przez siły natury. Wiek XIX to także czas powstania dwóch nowych osad, które jednak nie przetrwały zbyt długo – na północnym wschodzie Víkar (1833–1910), a na północy Slættanes (1835–1964). Sandavágur wydał wtedy na świat bardzo ważnego dla Farerczyków Venceslausa Ulricusa Hammershaimba, który stworzył podstawy pod budowę nowoczesnego, pisanego języka farerskiego.
Kolejne zmiany wniósł wiek XX. W pierwszym dwudziestoleciu powstał kolejny istniejący do dziś kościół w Sandavágur, niedługo później w 1921 założona została najmłodsza z osad zwana Vatnsoyrar, która jako jedyna na całych Wyspach Owczych nie ma bezpośredniego połączenia z morzem.
II wojna światowa jest również bardzo ważnym wydarzeniem dla mieszkańców Vágar. Był to najpilniej strzeżony obszar na Wyspach Owczych, tam bowiem stacjonowało alianckie dowództwo. Brytyjscy żołnierze zbudowali tam także w 1940 lotnisko, które Farerczykom służy do dziś jako port lotniczy Vágar, jedyny na całym archipelagu. Także wioskę Vatnsoyrar wykorzystywano, w jej pobliżu lądowały bowiem wodnosamoloty. Po wojnie stworzono ostatni z kościołów na wyspie, w Miðvágur (budowany w latach 1948–1952).
W XXI wieku na Vágar została znacznie polepszona komunikacja z innymi częściami archipelagu przez tunel Vágatunnilin stworzony w 2002. Trzy lata później ze światem połączono ostatnią z miejscowości, która nie miała jeszcze drogi do żadnego innego zamieszkanego miasta, Gásadalur, tunelem Gásadalstunnilin.

## Ludność
Mieszkańcy Vágar to Farerczycy, rdzenni mieszkańcy całego archipelagu. Mieszka tam około 3 tysięcy ludzi, liczba ta stale nieznacznie wzrasta. Przez ostatnie 23 lata (od 1985) populacja powiększyła się, z kilkakrotnymi spadkami, o 84 mieszkańców. Apogeum jednego z tych spadków nastąpiło, podczas gdy Wyspy Owcze dotknął kryzys gospodarczy, związany z masowym zamykaniem przetwórni rybnych. W 1997 pozostało tam 2580 osób. Miejscowości ulokowane są głównie w południowej części wyspy, podczas gdy próby budowania osad na północy kończyły się zazwyczaj fiaskiem. Jest to spowodowane tym, że na południu znajdują się przystępne doliny osłonięte przed częścią nieprzychylnych warunków klimatycznych wysokimi wzniesieniami, obfitujące w ryby jezioro Sørvágsvatn, a także fiord Sørvágsfjørður, gdzie bezpiecznie cumować mogą łodzie.
Bardzo prawdopodobnym jest, że przodkowie obecnie zamieszkującego ziemie Vágar ludu nie byli pierwszymi osadnikami na wyspie. Powszechnie uważa się, że pierwszymi kolonistami Wysp Owczych byli eremici z Irlandii i Szkocji. Nie potwierdza tego żadne wykopalisko archeologiczne, widoczne jest to jednak w nazwach kilku miejsc rozsianych po całym archipelagu, jak na przykład miano wysepki Lítla Dímun. Niewykluczone więc, że przybysze ze Skandynawii nim mogli osiedlić się na wyspie musieli najpierw pozbyć się poprzednich mieszkańców.
Już od najdawniejszych lat, przez ciężkie warunki klimatycznie i położenie archipelagu, jego mieszkańcy musieli przystosować się odpowiednio do życia. Vágar nie różni się od pozostałych wysp pod tym względem. Jednym z tych aspektów jest pożywienie. Podobnie jak na pozostałych wyspach i tam dominuje krajobraz górski z ostrymi szczytami pnącymi się ku górze. Sprawia to, że ukształtowanie terenu jest bardzo niedogodne dla rolnictwa. Następnym problemem, również powiązanym z położeniem i ukształtowaniem wyspy, są gleby. Prawdą jest, że na całym archipelagu porozrzucane są miejsca z bardziej żyznymi, choć starszymi, tufami, będące świadectwem wulkanicznego pochodzenia archipelagu, niemniej są one w mniejszości, zdominowane przez gleby słabe, nadające się głównie do wypasu owiec i innego rodzaju zwierząt hodowlanych. Przyczyn tego stanu rzeczy można między innymi doszukiwać się w roślinności, pierwotnie pozbawionej drzewostanu i większych krzewów, której materiał organiczny nie zasilił w dostatecznej mierze podłoża. Jednym z niewielu miejsc, w którym występują atrakcyjne grunty rolne są okolice miejscowości Gásadalur. Kolejnym bardzo niesprzyjającym rolnictwu czynnikiem są trudne warunki klimatyczne, a przede wszystkim krótki okres wegetacyjny roślin. Wszystko to przymusiło mieszkańców do diety składającej się głównie z mięsa, szczególnie zaś ryb, które prócz celów konsumpcyjnych wyławiane są także na eksport. Jada się tam również baraninę, mięso ptaków morskich czy też wielorybów, przy czym dwie ostatnie pozycje pozyskiwane są tylko poprzez polowanie i pożytkuje się je jedynie we własnym zakresie.
Kolejnym skutkiem izolacji i ciężkich warunków Wysp Owczych jest usposobienie mieszkańców. Jest to społeczność religijna i kultywująca tradycję. Około 80% ludzi należy do kościoła luterańskiego, a 10% to wyznawcy Plymouth Brethren, pozostali należą do różnych wyznań, w większości chrześcijańskich. Kultywowanie tradycji wyraża się w dużej mierze przez dwa święta narodowe, obchodzone bardzo hucznie i tłumnie przez mieszkańców archipelagu. Są to święta Ólavsøka, poświęcone św. Olafowi (29 lipca), patronowi Wysp Owczych oraz Dzień Flagi Narodowej (25 kwietnia).

## Transport

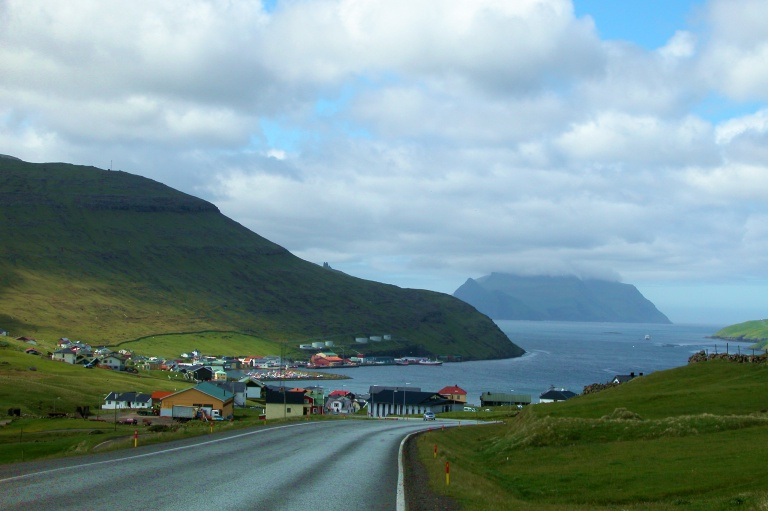
Jedna z dróg w okolicy Sørvágur

Na Vágarze znajduje się jedyne lotnisko Wysp Owczych Vágar Airport wybudowane w czasie II wojny światowej przez stacjonujące na archipelagu wojska alianckie. Dziś przybywa tam co roku ok. 170 tys. pasażerów korzystających z kilku linii lotniczych – Atlantic Airways, oferujących połączenia z Anglią, Danią, Grenlandią, Islandią, Norwegią, Szkocją oraz Szwecją oraz Air Iceland, którym można polecieć jedynie na Islandię.
Południowa część wyspy, gdzie znajdują się główne osiedla ludzkie połączona jest siecią dróg o łącznej długości 24,4 km. Żadna z zamieszkanych wiosek nie pozostaje dziś niedostępna dla transportu kołowego; stało się tak, gdyż w 2004 zbudowano tunel pod górami do osady Gásadalur. Od 2002 działa tunel Vágatunnilin, łączący Vágar ze Streymoy. Dzięki niemu znacznie skrócił się czas podróży z lotniska do stolicy archipelagu – Tórshavn, można też było zorganizować linię autobusową nr 300 Sørvágur – Tórshavn. Podobnie jak wszystkie pozostałe Wyspy Owcze, także Vágar pozbawiony jest linii kolejowych.
Z wyspy kursują również promy z Sørvágur do Mykines, małej wysepki zamieszkanej jedynie przez kilkanaście osób. Jest to dla nich jedyne, obok helikoptera, połączenie z resztą świata.

## Osady
Wyspa Vágar posiada osiem osad, z czego tylko sześć jest do dziś zamieszkanych.
- Miðvágur – najludniejsza z osad na Vágar, jedyna, która posiada więcej niż 1000 mieszkańców (dokładnie 1047[1]). Jest to centrum administracyjne tego regionu – znajduje się tam posterunek policji, a także gabinet lekarski. W XVII-wiecznym domu zwanym Kálvalíð mieszkała kiedyś Beinta Broberg, żona pastora, bohaterka jednego ze słynniejszych dzieł Jørgena-Frantza Jacobsena pt. Barbara; do dziś znajduje się tam muzeum historyczne.

- Sørvágur jest miasteczkiem posiadającym 993 mieszkańców[1], skupiającym wokół siebie największą gminę w regionie Vágar nazywaną Sørvágs kommuna. Założono ją na przełomie IX i X wieku, przykryte ziemią szczątki wikińskich chat odnaleziono przy okazji budowania szkoły. W czasie II wojny światowej była to jedna z najlepiej chronionych miejscowości na Wyspach Owczych, tam bowiem znajdowało się lotnisko. Dziś miejscowość ta to też ważny port, szczególnie dla mieszkańców Mykines, tam bowiem cumuje jedyna łódź kursująca na ich wyspę.

- Sandavágur to ostatnia z większych osad na Vágarze, mieszka w niej 805 ludzi[1]. W zbudowanym w 1916 znajduje się jeden z kilku kamieni runicznych pochodzący z XII wieku, informujący, że pierwszym osadnikiem na tej ziemi był Torkil Onundarson. W 1819 urodził się tam Venceslaus Ulricus Hammershaimb, twórca zapisu graficznego języka farerskiego. Znajdują się tam dwie szkoły podstawowe – pierwsza zdolna pomieścić 264, a druga 56 uczniów[5].

- Bøur to osada posiadająca 68 mieszkańców[1]; jest ona bardzo stara, założono ją na przełomie XIII i XIV wieku. Niewiele później powstał tam jeden z najstarszych zachowanych dokumentów napisanych w języku farerskim – List Psi datowany na rok 1350, choć przypuszcza się, że może być jeszcze starszy. Wioska niemal w całości może służyć jako przykład farerskiej architektury – prawie wszystkie budynki to niskie, drewniane chaty, wiele z nich ma trawiaste dachy charakterystyczne dla zabudowań na Wyspach Owczych. Kościół w Bøur został zbudowany w 1865, choć już dokument z 1710 mówi o tym, że w wiosce istniała świątynia. Dziś nie wiadomo, ile mogło być ich wcześniej zniszczonych przez trudne warunki panujące na całym archipelagu.

- Vatnsoyrar jest głównie znana z faktu, że to jedyna miejscowość, która nie leży na wybrzeżu, ale nad jeziorem – Sørvágsvatn. Jest jedną z najnowszych miejscowości na archipelagu, powstała w 1921. Była później używana przez Armię Brytyjską jako lądowisko dla wodnosamolotów. Dziś znajduje się tam małe muzeum motoryzacji zwane Vatnsoyra Bilasavn, w którym znajdują się dwa eksponaty – Ford Model T z 1915 i Ford Model TT z 1922.

- Gásadalur to najmniejsza z miejscowości na wyspie Vágar licząca jedynie 18 mieszkańców[1]. Mimo rozległych terenów rolnych ludzie opuszczali osadę przez brak połączenia drogowego z resztą archipelagu. Powstało ono dopiero w 2004, kiedy to pod górami wykopano tunel łączący Bøur i Gásadalur. Mieszkańcy osady od początku nie mogli żyć z rybołówstwa przez strome urwisko jakie dzieli ich od oceanu, toteż od zawsze uprawiają rolę. Gleby rejonu wokół Gásadalur doceniono już w średniowieczu, z tego okresu pochodzą bowiem dwa stare zabudowania, których ruiny odkryto na stokach Heinanøva – Við Garð i Gæsutoftir. Tuż przy osadzie leżą dwa najwyższe szczyty wyspy.

- Prócz nich na wyspie znajdują się dwie miejscowości niezamieszkane: Víkar został założony w 1833 na północnym brzegu. Jedyną łączącą go drogą z jakimkolwiek innym miastem była istniejąca do dziś ścieżka, wiodąca do Gásadalur. To jednak okazało się zbyt mało i osada została opuszczona w 1910 przez trudności w dostaniu się do niej. Slættanes to z kolei osada założona w 1835 na północy, tuż przy Streymoy, stworzył ją Hendrik Thomasen. W latach 1945–1950 mieszkało tam 70 osób, ale później przez trudności w dostępie liczba ta stale spadała, by ostatecznie osiągnąć zero w 1964[6].